# Hector Pascual
 (septembre 2015).
Si vous disposez d'ouvrages ou d'articles de référence ou si vous connaissez des sites web de qualité traitant du thème abordé ici, merci de compléter l'article en donnant les références utiles à sa vérifiabilité et en les liant à la section « Notes et références ».
Pour les articles homonymes, voir Pascual.
Hector Pascual est un peintre, scénographe et costumier de théâtre et d'opéra, né le 28 août 1928 à Buenos Aires et mort à Issy-les-Moulineaux le 7 décembre 2014,.
Il a notamment réalisé le costume de peau d'âne du film homonyme de Jacques Demy (1970). Il est le conservateur des collections de la Fondation Pierre-Bergé - Yves-Saint-Laurent  de 1981 à 2009.

## Biographie
Après avoir reçu une première formation à l'Académie des Beaux Arts de Buenos Aires, Hector Pascual s'exile en Europe et arrive en France en 1952. Il fréquente l'atelier d'André Lhote et de Fernand Léger, et fait ses premières armes dans la scénographie de spectacle en travaillant avec l'American Ballet Theatre. Avec Leonor Fini, il réalise les costumes et les décors de plusieurs productions au Théâtre de Paris : le Tannhäuser de Wagner en 1963, puis Le Concile d'amour de Panizza en 1969, ainsi que pour des ballets de Roland Petit.
En 1970, Hector Pascual et son atelier réalisent le costume principal du film Peau d'Âne de Jacques Demy, ainsi que d'autres costumes animaliers d'inspiration fantasmagorique, tels des masques pour une scène de bal. Cette peau d'âne éponyme est authentique, selon les souhaits du réalisateur. La dépouille originale provient directement d'un abattoir et pose des problèmes de lourdeur et d'odeur ; il lui faut être grandement nettoyée et retravaillée avant d'être portée par l'actrice Catherine Deneuve, à qui est cachée sa provenance. L'intérieur est fait de papier de nylon recouvert de peinture. D'après Pascual, « il avait fallu retravailler la peau. Telle quelle, il y aurait eu des vers vivants. [...] Il fallait que je la réadapte. Quand on enlève la peau d'un animal, elle reste « vivante », organique. Je me souviens de l’avoir doublée quatre ou cinq fois. Jacques Demy m’avait dit : « Ne dis rien à Catherine [Deneuve] ! », sinon elle ne l’aurait jamais portée. » C'est finalement la peau qui est choisie pour faire la promotion de Peau d'âne sur l'affiche française, au lieu des robes somptueuses conçues par Agostino Pace qui peuvent apparaître dans les affiches internationales du film.
C'est lors de la préparation de la revue Zizi je t'aime au Casino de Paris en 1972, qu'il fait la connaissance de Yves Saint Laurent. Il devient pendant 10 ans l'assistant de Saint Laurent, pour la réalisation de costumes dans des pièces de Jean Cocteau comme l'Aigle à deux têtes ou Cher menteur, ou pour des spectacles de music-hall comme les ballet de Roland Petit. En 1981 Yves Saint Laurent le nomme conservateur des collections de sa maison de couture, au sein du Centre de Documentation Yves Saint Laurent, qui deviendra par la suite la Fondation Pierre Bergé – Yves Saint Laurent. Hector Pascual occupe cette fonction jusqu'à la mort du créateur.